# Lanloup
Lanloup är en kommun i departementet Côtes-d'Armor i regionen Bretagne i nordvästra Frankrike. Kommunen ligger i kantonen Plouha som tillhör arrondissementet Saint-Brieuc. År 2022 hade Lanloup 251 invånare.

## Befolkningsutveckling
Antalet invånare i kommunen Lanloup
Referens:INSEE